# Xorides furcatus
Xorides furcatus är en stekelart som beskrevs av Liu och Mao-Ling Sheng 1998. Xorides furcatus ingår i släktet Xorides och familjen brokparasitsteklar. Inga underarter finns listade i Catalogue of Life.